# Falköping (Gemeinde)
Koordinaten: 58° 10′ N, 13° 33′ O

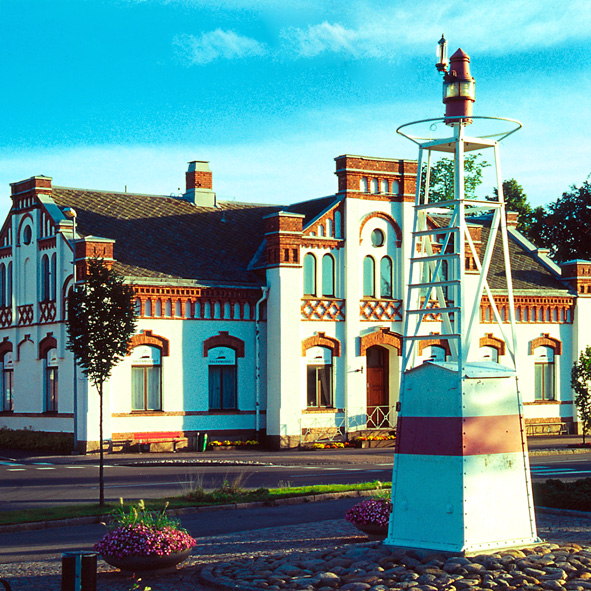
Stenstorp: Dalénmuseum

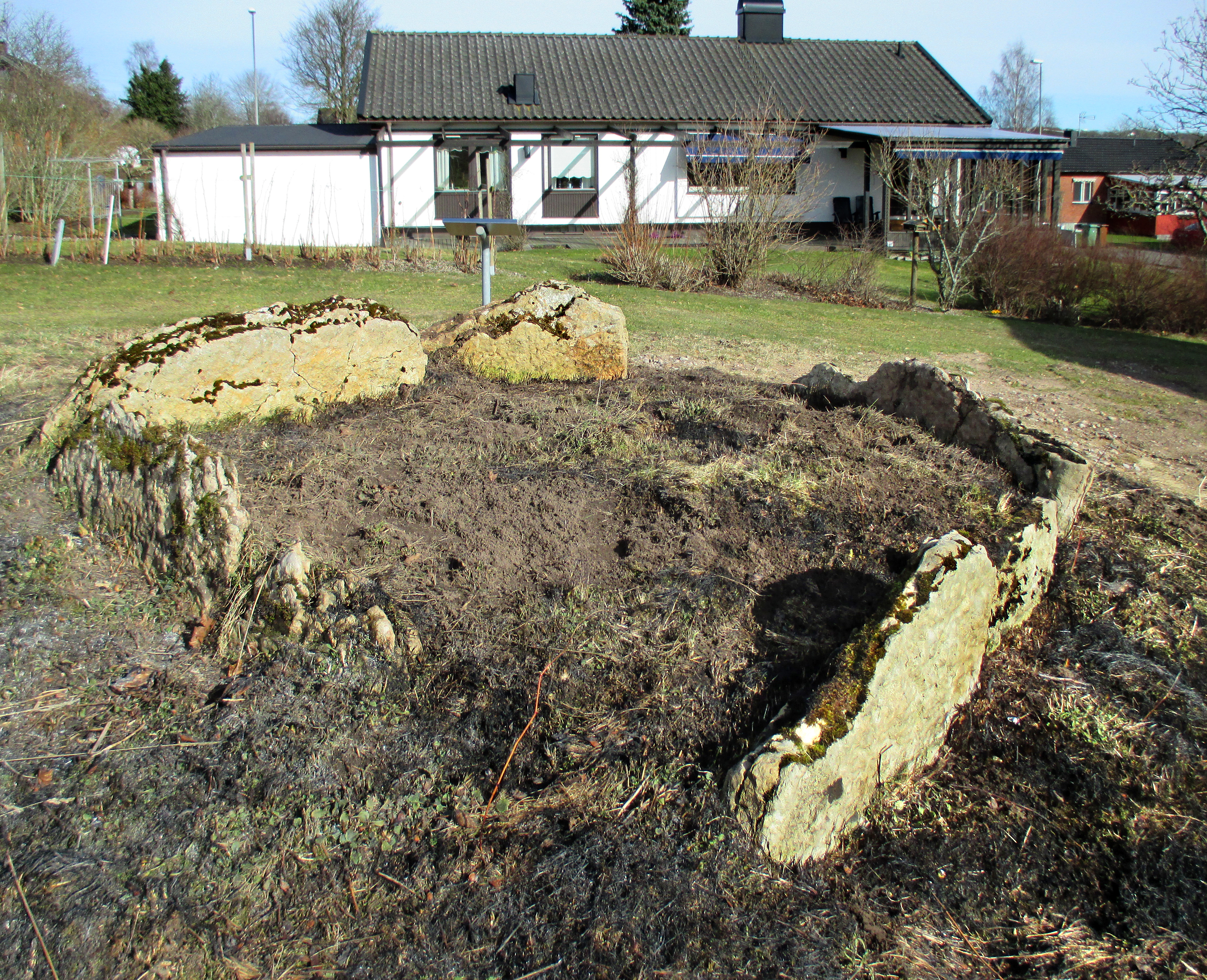
Dolmen von Bestorp

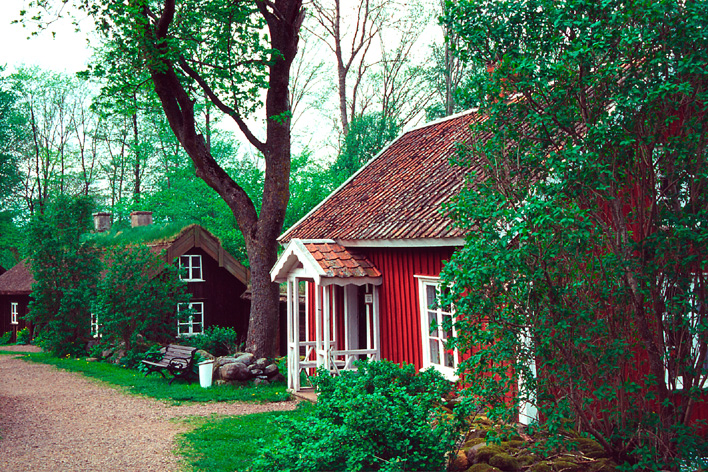
Freilichtmuseum Åsle Tå

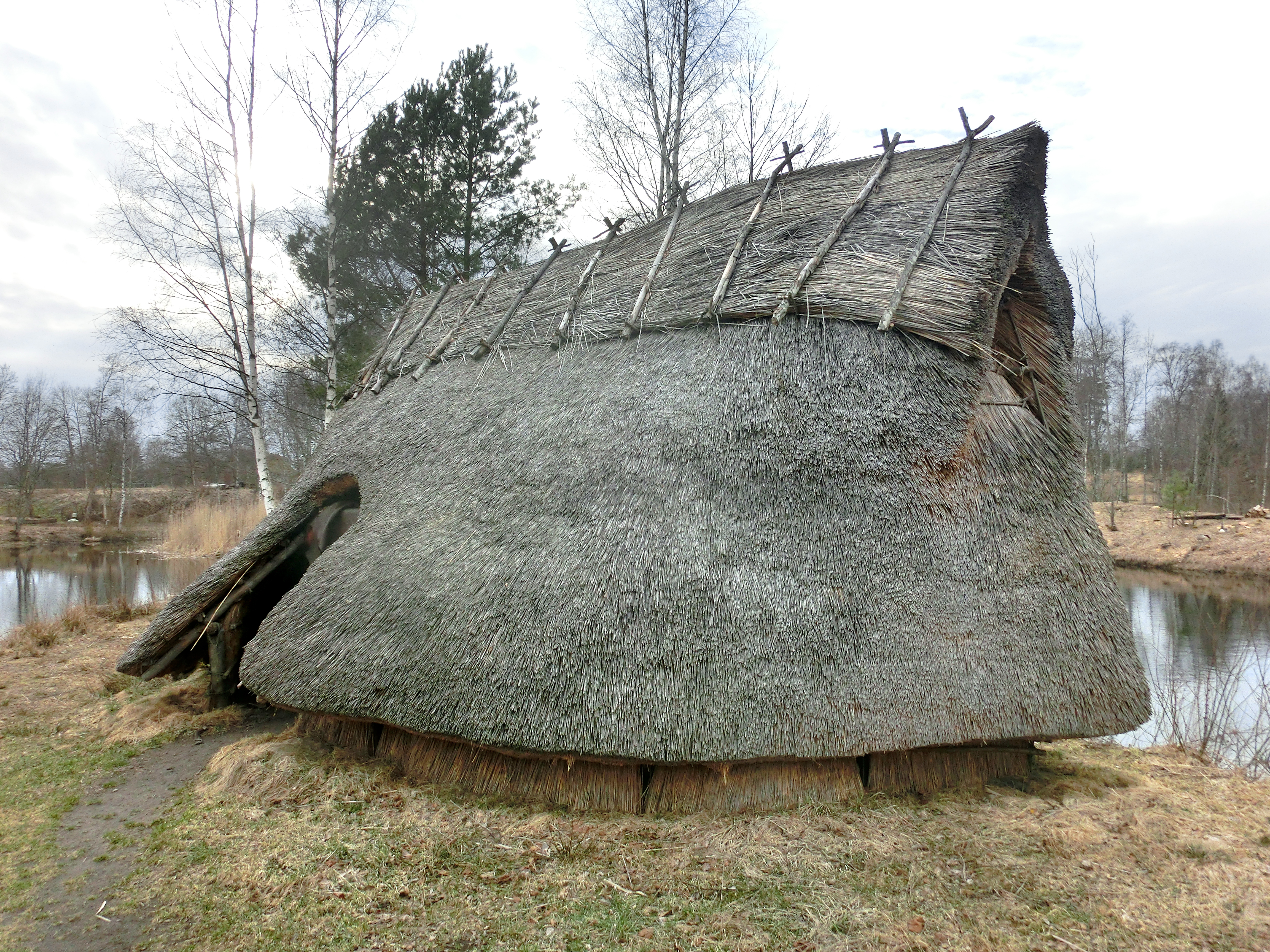
Ekehagens forntidsby

Falköping ist eine Gemeinde (schwedisch kommun) in der schwedischen Provinz Västra Götalands län und der historischen Provinz Västergötland. Der Hauptort der Gemeinde ist Falköping.

## Geographie
Im nördlichen Teil der Gemeinde liegt der südliche Ausläufer des Berges Billingen. An dessen Ostseite liegen die Orte Borgunda (etwa 25 km nordöstlich von Falköping) und Stenstorp, der Geburtsort des Physikers und Nobelpreisträgers Gustaf Dalén, dessen Leben und Werk in einem Museum (Dalén-Museum) geschildert wird. Westlich des Billingen liegt Hornborgasjön, einer der bekanntesten Vogelseen Schwedens. Bei Bjurum liegt die Vogelstation Trandansen. Gleich daneben befinden sich auch zwei Herrenhöfe, Stora Bjurum und Schloss Dagsnäs.
Die Gegend rund um die Stadt Falköping ist geprägt von der Eiszeit. Tafelberge (Mösseberg, Ålleberg, Gerumsberg u. a.), Moränen und Schmelzwasserdelta haben eine hügelige Landschaft gebildet. Das Gebiet war auch früh besiedelt, worauf zahlreiche Grabstätten aus der Stein- und Bronzezeit hinweisen. Dieses Gebiet bildet den Kern von Falbygden, das zu den ausgeprägtesten neolithischen Kulturgebieten Europas gehört. In Ekehagens Forntidsby (Ekehagens Steinzeitdorf) in Åsarp etwa 20 km südlich von Falköping hat man versucht, Siedlungsformen aus der Steinzeit zu rekonstruieren.
Bei Åsle, 15 km östlich von Falköping, fand am 24. Februar 1389 eine Schlacht zwischen Albrecht von Mecklenburg und seinem in Deutschland angeworbenen Heer und der späteren Königin Margareta statt. Margaretas Sieg führte zur Bildung der Kalmarer Union. In Åsle befindet sich auch ein Armendorf aus dem 18./19. Jahrhundert, das bis in die 1930er Jahre bewohnt war und heute Freilichtmuseum ist.

## Sehenswürdigkeiten
- Bestorpsdösen. Dolmen
- Ekehagens Forntidsby
- Feldbahn der Torffabrik Ryttaren
- Freilichtmuseum Åsle Tå
- Trävattnas Gungesten - ein Wackelstein
- Kirche von Gökhem
- Klosterruine Gudhem
- Mösseberg
- Vogelstation Trandansen bei Bjurum

## Wirtschaft
Die Gemeinde Falköping liegt in einem intensiv genutzten Agrargebiet. Landwirtschaft und Lebensmittelindustrie sind wichtige Wirtschaftszweige. Größere Industriebetriebe befinden sich in der Stadt Falköping, in Floby etwa 30 km östlich von Falköping (Volvo) und in Kinnarp etwa 12 km südlich von Falköping (Kinnarps).

## Orte
- Åsarp
- Broddetorp
- Falköping
- Fivlered
- Floby
- Gudhem
- Kinnarp
- Kättilstorp
- Odensberg
- Stenstorp
- Torbjörntorp
- Vartofta